# Auguste Hansch
Auguste Adolphine Wilhelmine Hansch (* 5. April 1856 in Hamburg; † 5. Januar 1911 in Lütjensee, Provinz Schleswig-Holstein) war eine deutsche Porzellan- und Landschaftsmalerin der Düsseldorfer Schule.

## Leben
An der Hamburger Gewerbeschule wurde Hansch zunächst als Porzellanmalerin ausgebildet. Dort war sie Schülerin von  Paul Düyffcke. Außerdem erhielt sei Unterricht bei dem Landschaftsmaler Carl Rodeck. Ihr Interesse für die Landschaftsmalerei führte dazu, dass sie – unterstützt durch ein Stipendium – in den 1890er Jahren nach Düsseldorf ging und sich dort unter Olof Jernberg, Christian Kröner und Carl Irmer vervollkommnete. Ihre hauptsächlich aus dem Hamburger Umland und Schleswig-Holstein stammenden Landschaftsmotive stellte sie ab Ende der 1890er Jahre in Hamburg, Rostock, Lübeck und Kiel aus. Seit 1900 lebte sie in Lütjensee, wo sie 1911 verstarb.